# Helvella costifera

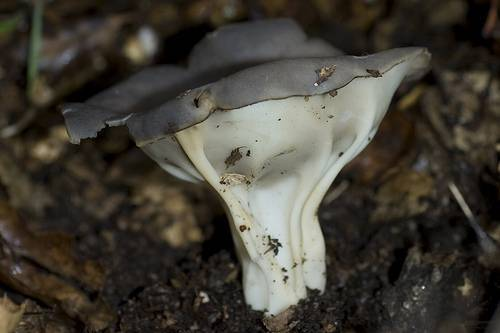

Helvella costifera Nannf. – gatunek grzybów z rodziny piestrzycowatych (Helvellaceae).

## Systematyka i nazewnictwo
Pozycja w klasyfikacji według Index Fungorum: Helvella, Helvellaceae, Pezizales, Pezizomycetidae, Pezizomycetes, Pezizomycotina, Ascomycota, Fungi.
Po raz pierwszy takson ten opisał w 1953 r. John Axel Nannfeldt i nadana przez niego nazwa jest ważna do dzisiaj.
Synonimy:
- Acetabula ancilis var. costata (Fr.) Boud. 1907
- Acetabula costifera (Nannf.) Benedix 1965
- Discina costata (Fr.) Sacc. 1889
- Paxina costifera (Nannf.) Stangl 1963
- Peziza costata Fr. 1851[2].

## Morfologia
Owocnik
Składający się z kapelusza i trzonu. Kapelusz o średnicy 1,5–4,5 cm, początkowo w kształcie miseczki z nieco podwiniętym brzegiem, potem coraz bardziej płaski z prostym brzegiem. Górna powierzchnia o barwie od średnio do ciemnoszarobrązowej lub szarej, naga i gładka, dolna szarawa, czasami przy trzonie biaława, z rozwidlonymi, białawymi, tępymi, zaokrąglonymi żebrami, które od trzonu dochodzą czasami aż do brzegu kapelusza. Trzon o wysokości 1–2 cm i grubości do 1 cm, rozszerzony w pobliżu kapelusza, głęboko żebrowany z tępo zakończonymi żebrami, sporadycznie przekształcającymi się w kieszenie. Żebra te przechodzą na dolną stronę kapelusza. Powierzchnia trzonu biała, naga lub drobno owłosiona.
Cechy mikroskopowe
Worki 8-zarodnikowe. Zarodniki 14,5–20 × 9,5–12,5 µm, eliptyczne, gładkie z jedną centralną gutulą. Parafizy o średnicy szerokość 4–6 μm, cylindryczne z wierzchołkami o kształcie od workowatego do maczugowatego, szkliste do brązowawych. Strzępki powierzchniowe często zebrane w pęczki, od szklistych do brązowawych (ale gdy są brązowawe, pigment znajduje się raczej w ścianach komórkowych niż wewnątrzkomórkowo), septowane z gruszkowatymi lub maczugowatymi komórkami końcowymi.
Gatunki podobne
Charakterystyczną cechą Helvella costifera są żebra trzonu przechodzące na kapelusz. Takie żebra ma też piestrzyca pucharowata (Helvella acetabulum), ale odróżnia się czterema cechami:
- jej żebra na trzonie są na ogół zaokrąglone i tępe, a nie ostre,
- ma szary kapelusz,
- zarodniki są nieco mniejsze,
- pigment w komórkach jej zewnętrznej powierzchni znajduje się tylko w ścianach komórkowych, a nie wewnątrz komórek[3].

## Występowanie i siedlisko
Helvella costifera występuje w Ameryce Północnej, Europie i Azji, podano także jedno stanowisko w Australii. W Europie jest szeroko rozprzestrzeniona i podano wiele jej stanowisk od Morza Śródziemnego po Islandię i północne wybrzeża Półwyspu Skandynawskiego. W Ameryce Północnej jest szeroko rozprzestrzeniona w jej północnej i wschodniej części. Brak tego gatunku w opublikowanym w 2006 r. wykazie wielkoowocnikowych workowców Polski, ale w późniejszych latach podano kilka jego stanowisk w Polsce. Bardziej aktualne podaje internetowy atlas grzybów. Znajduje się w nim na liście gatunków zagrożonych i wartych objęcia ochroną.
Grzyb naziemny, prawdopodobnie mykoryzowy. Występuje w lasach iglastych lub liściastych pod twardymi drzewami. Owocniki tworzy pojedynczo lub gromadnie od wiosny do jesieni.